# Christine Messiant
Christine Messiant (1947 - 2006) foi uma socióloga francesa considerada uma autoridade no domínio da sociologia política de Angola pós-colonial.

## Biografia
Terminada a escola secundária, com o ano de 1964/65 passado num colégio dos Estados Unidos da América onde foi sensibilizada pelos protestos contra a guerra no Vietname, Christine Messiant faz na Universidade de Paris uma licence em filosofia, seguida de uma maîtrise em sociologia, na Ecole des Hautes Etudes en Sciences Sociales (EHESS).
Durante o seu tempo de estudante, ela faz-se militante de movimentos da esquerda revolucionária, o que lhe permite adquirir uma sensibilidade aguda por problemas sociais e políticos, especialmente quando ligados a alguma forma de injustiça.
No tempo da sua maîtrise desperta o interesse de Christine Messiant pela África. Em 1968, ela se torna investigadora do Centre d’Études Africaines da EHESS, posição que manterá até ao fim, ocupando durante dez anos também as funções de secretária da redacção da revista deste centro, Cahiers d’études africaines. Nos anos 70, os seus primeiros trabalhos versam sobre a África do Sul. Durante esta década, cresce aos poucos o seu interesse por Angola enquanto país onde, segunda a perspectiva que tinha na altura, um movimento de libertação chegou ao poder. Em 1979 realiza uma prolongada estadia de pesquisa em Angola, iniciando a seguir, sob a orientação de Geoges Balandier, a sua tese de doutoramento que terminará em 1983, e que constitui em boa parte um estudo das complexidades e mutações da sociedade angolana no seu conjunto, constituída a partir da delimitação e ocupação colonial do território.
Nas duas décadas que se seguiram, a sua investigação sobre Angola continua de maneira consequente, por meio de regulares estadias de pesquisa no país, pela utilização de um conjunto impressionante de fontes escritas, e por uma cada vez mais ampla rede de contactos com interlocutores angolanos e com estudiosos do país. Christine Messiant afirma-se a nível internacional através de um número considerável de artigos sobre a sociedade e a política angolanas, publicados numa variedade de revistas científicas e em boa parte reunidos em dois volumes póstumos (ver bibliografia). Ao mesmo tempo, marca presença em numerosos eventos e mantém relações de trabalho com instituições especializadas de vários países. As suas análises críticas não são do agrado do regime político angolano, e durante quatro anos Christine Messiant vê-se, por volta de 2000, na impossibilidade de entrar no país, onde irá uma última vez em 2004.
Em Portugal ela mantém relações seguidas com o Centro de Estudos Africanos do ISCTE-IUL onde passa o ano 1998/99 com uma “bolsa de especialista” concedida pela Fundação para a Ciência e a Tecnologia, dando impulsos preciosos aos investigadores em sociologia política africana. Repetidas vezes assiste a conferências organizadas pelo Centro de Estudos Africanos da Universidade do Porto, aceitando fazer parte do Conselho Científico da revista Africana Studia.
A partir do estudo de Angola, e em contacto com os centros portugueses, desenvolve um interesse mais amplo pela África Lusófona, o que entre outros se reflecte nalguns trabalhos sobre Moçambique e a Guiné-Bissau (que conheceu por ocasião de uma conferência internacional organizada pelo Centro de Estudos Africanos do ISCTE-IUL e o Instituto Nacional de Estudos e Pesquisa de Bissau). É nesta perspectiva mais ampla que se torna co-fundadadora, e colaboradora assídua, da revista francesa Lusotopie.
Afectada por uma doença grave, Christine Messiant viria a falecer quando ainda tinha em curso importantes projectos de investigação e de publicação.